# Nephrotoma ectypa
Nephrotoma ectypa är en tvåvingeart som först beskrevs av Paul Gustav Eduard Speiser 1908.
Nephrotoma ectypa ingår i släktet Nephrotoma och familjen storharkrankar. Inga underarter finns listade i Catalogue of Life.